# Hrabstwo Maricopa

Piramida wieku hrabstwa

Hrabstwo Maricopa – hrabstwo w USA, w południowo-zachodnio-centralnej części stanu Arizona, będące częścią obszaru metropolitalnego Phoenix. Według spisu z 2020 roku liczyło 4,42 mln mieszkańców, co czyni go czwartym pod względem liczby ludności hrabstwem w Stanach Zjednoczonych i najbardziej zaludnionym hrabstwem w Arizonie. Siedzibą władz jest Phoenix, będący także stolicą stanu.
W hrabstwie znajduje się Baza Sił Powietrznych Luke.

## Geografia
Całkowita powierzchnia wynosi 23 891 km² z tego 55 km² (0,23%) stanowi woda. Kilka rezerwatów Indian. M.in. Gila River Indian Community (na południe od Phoenix) i Salt River Pima Maricopa Indian Community (wschodnia część Scottsdale).

### Sąsiednie hrabstwa
- hrabstwo La Paz – zachód
- hrabstwo Yuma – zachód
- hrabstwo Pima – południe
- hrabstwo Pinal – południowy wschód
- hrabstwo Gila – wschód
- hrabstwo Yavapai – północ

### Wybrane miejscowości
- Apache Junction
- Avondale
- Buckeye
- Carefree
- Cave Creek
- Chandler
- El Mirage
- Fountain Hills
- Gila Bend
- Glendale
- Gilbert
- Goodyear
- Guadalupe
- Litchfield Park
- Mesa
- Phoenix
- Paradise Valley
- Peoria (fragment w hrabstwie Yavapai)
- Scottsdale
- Surprise
- St. Johns
- Tolleson
- Tempe
- Wickenburg
- Youngtown

### CDP
- Aguila
- Anthem
- Arlington
- Citrus Park
- Gila Crossing
- New River
- Morristown
- Maricopa Colony
- Komatke
- Kaka
- Rio Verde
- St. Johns
- Sun City
- Sun City West
- Sun Lakes
- Tonopah
- Theba
- Wittmann
- Wintersburg

## Gospodarka
Tylko 2,4% populacji hrabstwa zamieszkuje obszary wiejskie. Hrabstwo Maricopa reprezentuje największą gospodarkę hrabstwa w stanie. Do najważniejszych branż zalicza się rosnący przemysł zaawansowanych technologii, przemysł produkcyjny i sektor usług finansowych. W hrabstwie znajduje się także kilka instytucji szkolnictwa wyższego, w tym Arizona State University. Rolnictwo stanowi około 0,3% całkowitego zatrudnienia w sektorze prywatnym i bezpośrednio wnosi 89,4 mln $ PKB do gospodarki hrabstwa o łącznej wartości 247,6 mld $.
Różnorodne uprawy obejmują m.in. bawełnę, warzywa, melony, siano oraz zboża (gł. pszenica i kukurydza), jednak produkcja hrabstwa zdominowana jest przez hodowlę zwierząt, a w szczególności przemysłu mleczarskiego. Hrabstwo Maricopa stanowi 31% całkowitych wpływów pieniężnych z rolnictwa w Arizonie.

## Demografia
- biali nielatynoscy – 53%
- Latynosi – 32,1% (Meksykanie – 27%)
- czarni lub Afroamerykanie – 6,8%
- Azjaci – 4,9%
- rasy mieszanej – 3,3%
- rdzenna ludność Ameryki – 2,9%[2].

## Religia

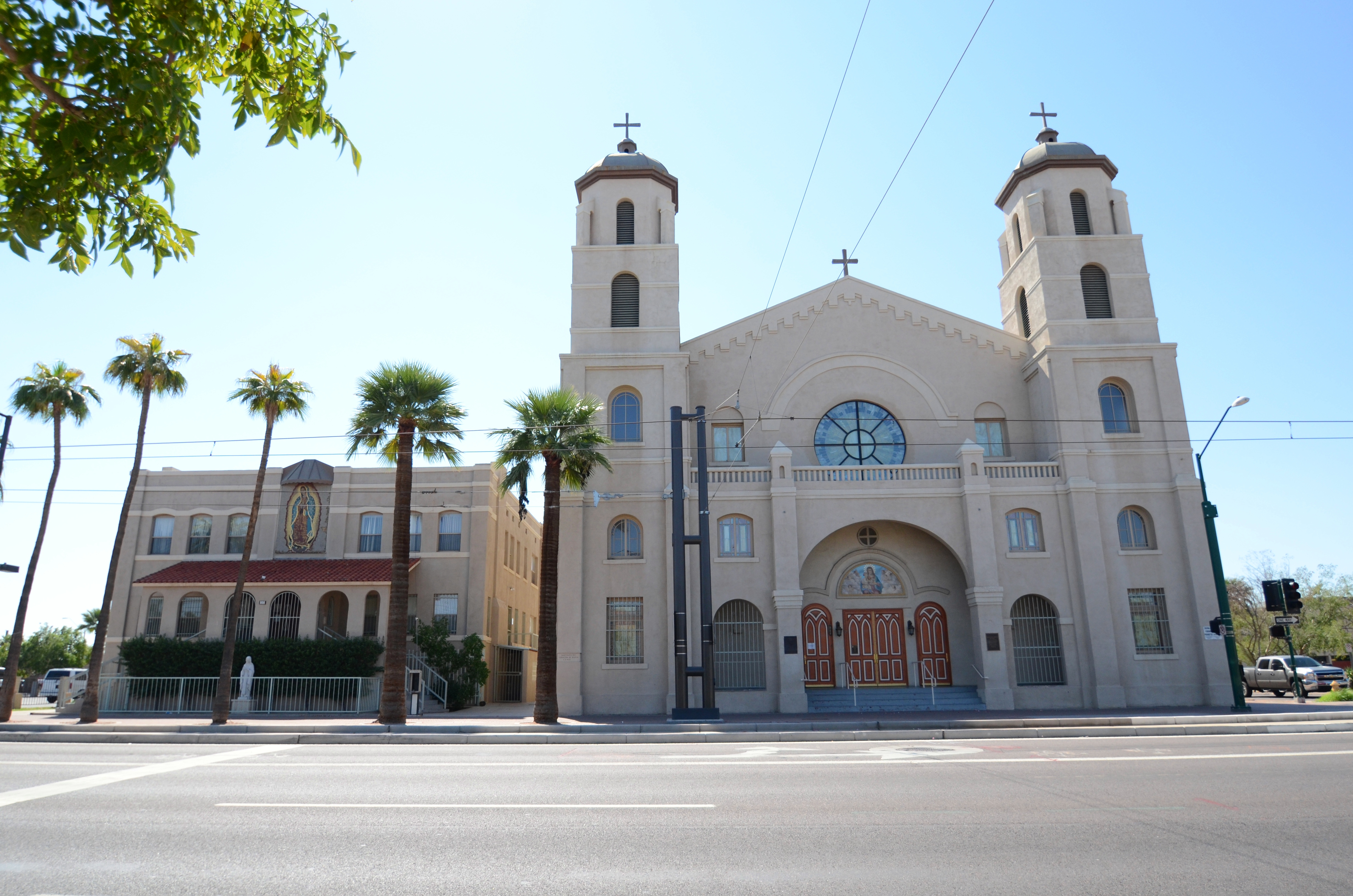
Kościół katolicki Niepokalanego Serca Maryi w Phoenix

W 2020 roku pod względem członkostwa największe grupy religijne tworzyły:
- Kościół katolicki – 1,02 mln w 105 parafiach,
- lokalne bezdenominacyjne zbory ewangelikalne – 280,9 tys. w 487 zborach,
- Kościół Jezusa Chrystusa Świętych w Dniach Ostatnich (mormoni) – 266,4 tys. w 546 społecznościach,
- Kościoły zielonoświątkowe i uświęceniowe – ponad 100 tys. w 361 zborach,
- społeczność muzułmańska – 90,8 tys. w 26 meczetach,
- Kościoły baptystyczne – ponad 80 tys. w 299 zborach,
- świadkowie Jehowy – 51,7 tys. w 165 zborach.